# 瓦尔萨瓦朗什
瓦尔萨瓦朗什（法語：Valsavarenche，法語發音：[valsavaʁɑ̃ʃ]）是意大利瓦莱达奥斯塔大区的一个市镇。总面积139平方公里，人口188人，人口密度1.4人/平方公里（2009年）。ISTAT代码为007070。